# Dzsejrahi járás

A Dzsejrahi járás Ingusföldön

A Dzsejrahi járás (oroszul Джейрахский район , ingus nyelven ЖIайраха шахьар) Oroszország egyik járása Ingusföldön. Székhelye Dzsejrah.

## Népesség
- 2002-ben 2 334 lakosa volt, melyből 2 315 ingus (99,2%), 5 orosz, 3 csecsen.
- 2010-ben 2 649 lakosa volt, melyből 2 222 ingus (84,3%), 244 orosz (9,2%) stb.